# Удары Ирана по Израилю (апрель 2024)
Удары Ирана по Израилю, называемые в Иране операцией «Правдивое обещание» (перс. وعده صادق‎) — ракетные и беспилотные удары Ирана и поддерживаемых им группировок по Израилю, начавшиеся 13 апреля 2024 года и завершившиеся на следующий день, 14 апреля. Во время войны между Израилем и ХАМАСом, в ответ на израильский авиаудар по иранскому консульству в Дамаске, в результате которого был убит генерал Мохаммад Реза Захеди, стоявший за организацией нападения 7 октября, Иран нанёс удар по Израилю. Это первая прямая атака Ирана на Израиль с 1979 года, а также первое с 1991 года нападение на Израиль со стороны военных другого государства.
Всего, по данным Армии обороны Израиля, было выпущено около 170 беспилотников и более 120 баллистических ракет. Атака стала крупнейшим применением боевых беспилотников в истории.
Подавляющее большинство снарядов было перехвачено израильскими средствами ПРО («Стрела-3» и «Праща Давида»), а также ВВС США, Великобритании и Иордании. Также для защиты Израиля от надвигающейся атаки Франция развернула свой военно-морской флот.
Несмотря на масштаб атаки, причиненный ей ущерб оказался незначительным. Из-за обстрела была тяжело ранена 7-летняя бедуинская девочка Амина Альхасуни в районе Арада; также незначительно пострадали база ВВС Израиля «Неватим» и иные военные и стратегические точки. Это дало основания говорить о том, что атака носила символический, а не реальный военный характер: несмотря на значительную удаленность от Израиля, Иран предпочел наносить удар со своей территории, а не воспользоваться помощью одного из своих прокси-союзников (например, Хезболлы), что дало время Израилю для отражения атаки.

Иран пригрозил атаковать военные базы США, если США вмешается и защитит Израиль в начале апреля 2024 года. Нападения Ирана вызвали критику со стороны ООН, ряда мировых лидеров и политических аналитиков, которые предупреждают, что они рискуют перерасти в полномасштабную региональную войну.

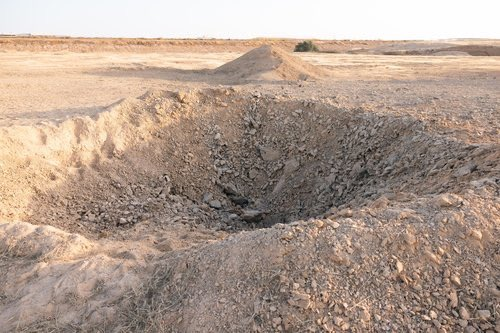
Воронка после падения баллистической ракеты Ирана на авиабазе «Неватим»

## Предыстория
С начала 1980-х продолжается ирано-израильский прокси-конфликт («прокси-война», «холодная война»).
В Ливане Иран поддерживает антиизраильскую шиитскую исламистскую группировку Хезболла, а в палестино-израильском конфликте — палестинские террористические группировки, такие, как ХАМАС и Палестинский исламский джихад. В 2018 году Израиль напрямую атаковал иранские силы в Сирии в ответ на их ракетный обстрел израильских войск, расположенных на Голанских высотах.
7 октября 2023 года группировка ХАМАС, на протяжении многих лет финансово и информационно поддерживаемая Ираном и Катаром, совершила нападение на юг Израиля из сектора Газа, в результате которого были убиты 1200 человек (включая сотни участников музыкального фестиваля), ещё 242 были взяты в заложники. Помимо массовых убийств граждан Израиля, имели место множественные случаи сексуального насилия. Нападение стало крупнейшим массовым убийством евреев со времён Холокоста и крупнейшим в истории актом палестинского терроризма. В ответ Израиль начал войну с ХАМАСом, в ходе которой, по данным администрации сектора Газа, управляемой ХАМАС, погибло более 33 000 жителей сектора.

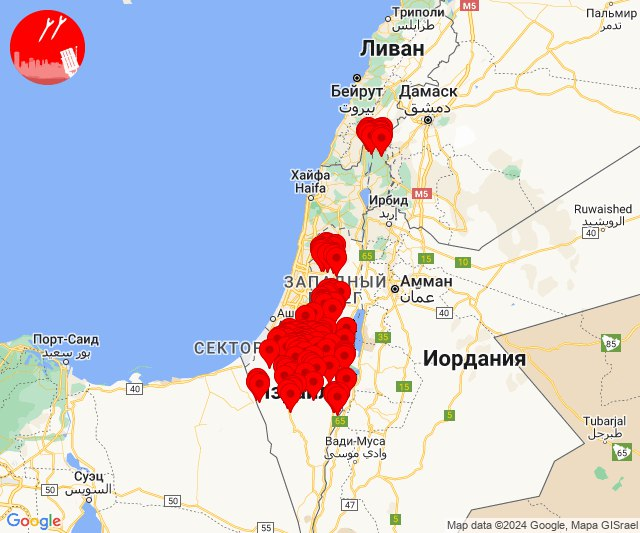
Карта Цева адом в Израиле в ночь 14 апреля в 1:42 в приложении «Цофар»

После 7 октября поддерживаемая Ираном группировка «Хезболла» в Ливане начала нападения на север Израиля. С начала войны между «Хезболлой» и Израилем было зарегистрировано более 4400 инцидентов с применением насилия. С начала конфликта из северного Израиля было эвакуировано около 100 000 израильтян.
1 апреля 2024 года в результате авиаудара, ответственность за который возложили на Израиль, было разрушено иранское консульство в Дамаске, Сирия, погибли 13 человек, в том числе семь иранских военных советников, в том числе двое высокопоставленных генералов Корпуса стражей исламской революции, и шесть сирийцев.
За несколько недель до нападения США, Франция, Германия и Великобритания предупредили Иран не нападать на Израиль, и что такое нападение будет серьёзной эскалацией и может привести к военному ответу Запада против Ирана. Израиль предупредил Иран, что такое нападение может привести к прямому военному ответу Израиля на иранской земле.
Сообщалось, что Саудовская Аравия, Объединённые Арабские Эмираты, Оман и Кувейт предприняли шаги, чтобы помешать США использовать свои базы на их территориях для возможного нападения на Иран.
Днём 13 апреля 2024 года Военно-морские силы Корпуса стражей исламской революции Ирана захватили в Ормузском проливе контейнеровоз MSC Aries, связанный с израильским миллиардером.

## Хронология

### 13-14 апреля

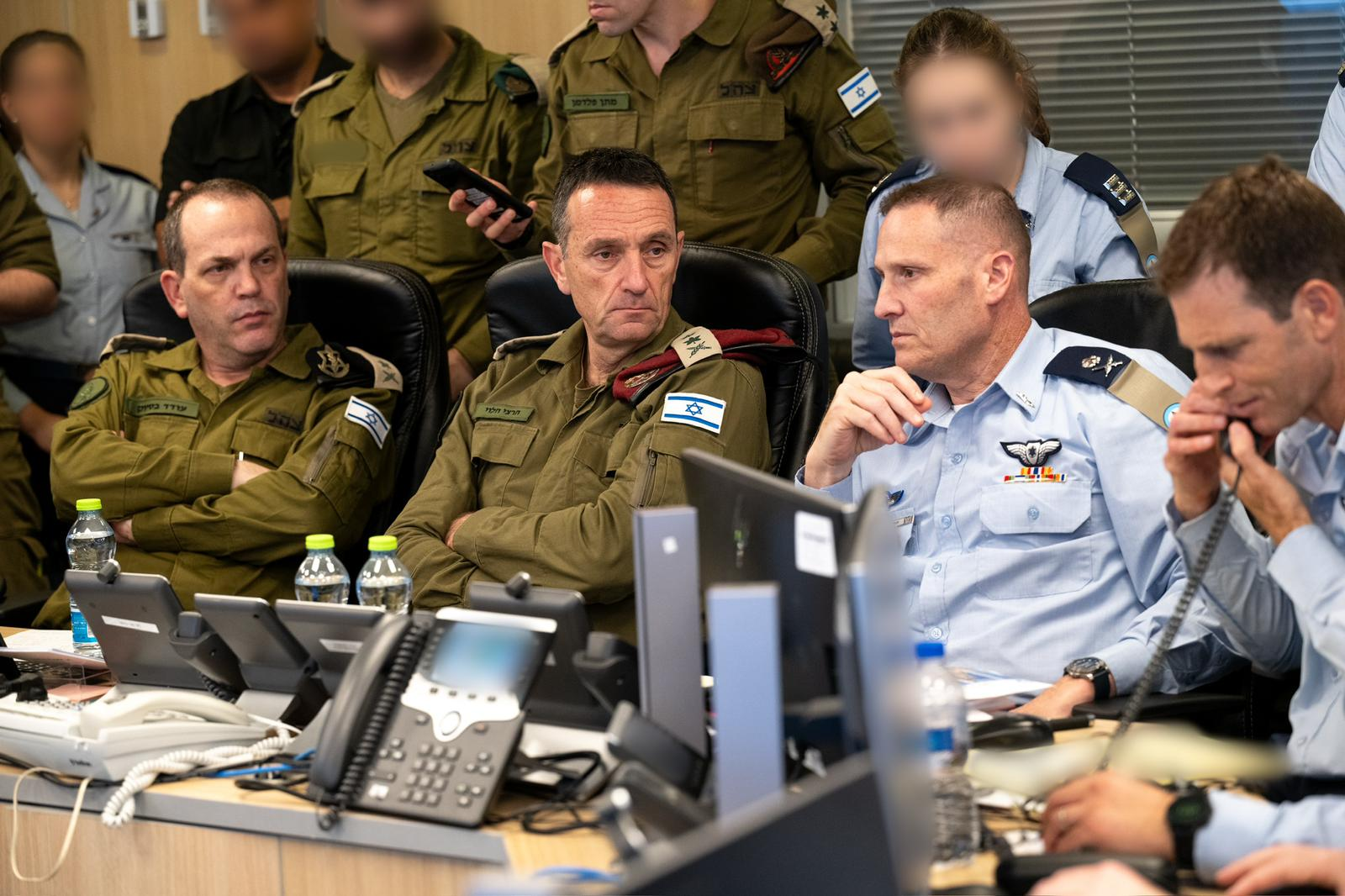
Начальник Генерального штаба Израиля Херци Ха-Леви проводит оценку ситуации в Оперативном центре ВВС Израиля в Кирье вместе с другими командующими

Вечером 13 апреля 2024 года около 22 часов по израильскому/московскому времени Иран запустил в сторону Израиля несколько сотен беспилотников Shahed 136 и баллистических ракет. Атака проводилась в несколько волн с территорий Ирана, Ливана и Ирака. Сразу же после начала атаки премьер-министр Израиля Биньямин Нетаниягу выступил с обращением к народу и дал обещание «спокойно и решительно» защитить страну от любой угрозы.
Иордания объявила о временном закрытии воздушного пространства над страной с 23:00 до 4:00 утра. Террористическая организация «Хезболла» (запрещена в Канаде, США, Израиле и Египте, Лигой арабских государств, частично в ЕС, Австралии и Великобритании) и поддерживаемые Ираном группировки в Ираке, Сирии и Йемене также запустили ракеты в сторону Израиля. В северной части Израиля были объявлены частичные ракетные тревоги.
ЦАХАЛ сообщила об атаках беспилотников со стороны Ливана на север Израиля в направлении кибуцев Кфар-Блюм и Ханита вечером 13 апреля. В кибуц Ханита прилетели два дрона, при взрыве одного из них пострадал резервист. ЦАХАЛ нанёс в ответ удары по объектам «Хезболлы» в районах Эль-Хараиб, Вардия и Хилат аль-Даба. Среди пораженных целей были военные посты и другая инфраструктура. Хуситы также запустили дроны в сторону Израиля.
Ночью 14 апреля 2024 года Израиль начал перехват иранских беспилотников над Иорданией и Сирией. По оценкам израильских чиновников, было запущено около 100 дронов, в то время как официальный представитель США предсказал, что от 400 до 500 дронов и ракет будут запущены из Ирака, Сирии, Ливана и Йемена, хотя большинство из них будет из Ирана. После дронов Иран запустил по Израилю крылатые ракеты. «Хезболла» заявила, что выпустила десятки ракет «Катюша» по израильскому объекту ПВО на Голанских высотах, и что нападение произошло вскоре после полуночи по местному времени.
Источник в израильских вооружённых силах сообщил, что атакам подверглись только военные объекты. Между тем, впоследствии стало известно, что из-за обстрела была тяжело ранена 7-летняя бедуинская девочка в районе Арада. Всего более 30 человек получили медицинскую помощь от беспокойства или травм.
Израильские СМИ утверждают, что в ходе неудачного запуска ракет в Тегеране произошло несколько мощных взрывов. Министерство обороны Ирана пригрозило любой стране, которая поможет Израилю, принять ответные меры: «Любая страна, которая откроет свою территорию или воздушное пространство для атак Израиля по Ирану, получит наш прямой ответ». В ночь на 14 апреля иорданские системы ПВО начали перехваты дронов, запущенных со стороны Ирана, также истребители ВВС США и ВВС Иордании, ВВС Великобритании, ВВС Израиля также перехватывали дроны. По заявлению Иранской миссии при ООН, ракетные атаки были окончены. После этого на юге Израиля в 1:42 по израильскому времени в городах Беэр-Шева, Арад, Иерусалим, Димона, на севере Голанских высот была объявлена воздушная тревога и начались многочисленные перехваты системами ПРО, ПВО «Железный купол», «Праща Давида», «Стрела-3» («Хец-3») дронов и крылатых, баллистических ракет, которым удалось достичь воздушного пространства Израиля. Десятки из запущенных Ираном беспилотников были перехвачены американскими силами вне границ Израиля. Израиль заявил, что сбил 99 % иранских беспилотников и ракет. Некоторые из дронов сбили американские военные до подлёта к территории Израиля, а десятки из них сбили военно-воздушные силы Иордании. Пресс-служба ЦАХАЛ и американские СМИ заявили, что было сбито 170 БПЛА, 30 крылатых ракет, 25 из которых было сбито за пределами Израиля, и 120 баллистических ракет и примерно 4 ракеты упали на авиабазе Неватим.
Иранское телевидение заявило, что их удар по Израилю якобы нанёс значительный ущерб, и под видом атаки на Израиль показало кадры пожара в Техасе, случившегося месяцем ранее. Государственное телевидение Ирана «Голос Исламской республики Иран» тоже распространяло дезинформацию и под видом якобы разрушений в Израиле из-за атаки иранских ракет и беспилотников на самом деле показывали кадры пожара в Чили, снятые несколько месяцев назад. Тем временем в столице Ирана решили отпраздновать нападение на Израиль — люди выходили на улицы с флагами и криками «Аллаху Акбар», «Смерть Америке» и «Смерть Израилю».
По сообщению ряда СМИ, во время отражения ударов Ирана Израиль впервые в истории смог сбить ракету, когда она находилась в космосе.

## Последствия

### Потери

#### Пострадавшие
О погибших в результате ударов не сообщалось, однако сообщалось о ряде раненых. В Израиле 7-летний ребёнок был тяжело ранен осколками, примерно 31 человеку потребовалась психологическая и медицинская помощь при травмах, полученных на пути в укрытия.

#### Экономические потери
По данным Middle East Eye, Израиль потратил 1 миллиард долларов США (4-5 миллиардов шекелей) на защиту от ударов. Сообщается, что Иран потратил только 10 % этой суммы на начало своей деятельности, примерно 100 миллионов долларов США.

### Международная реакция

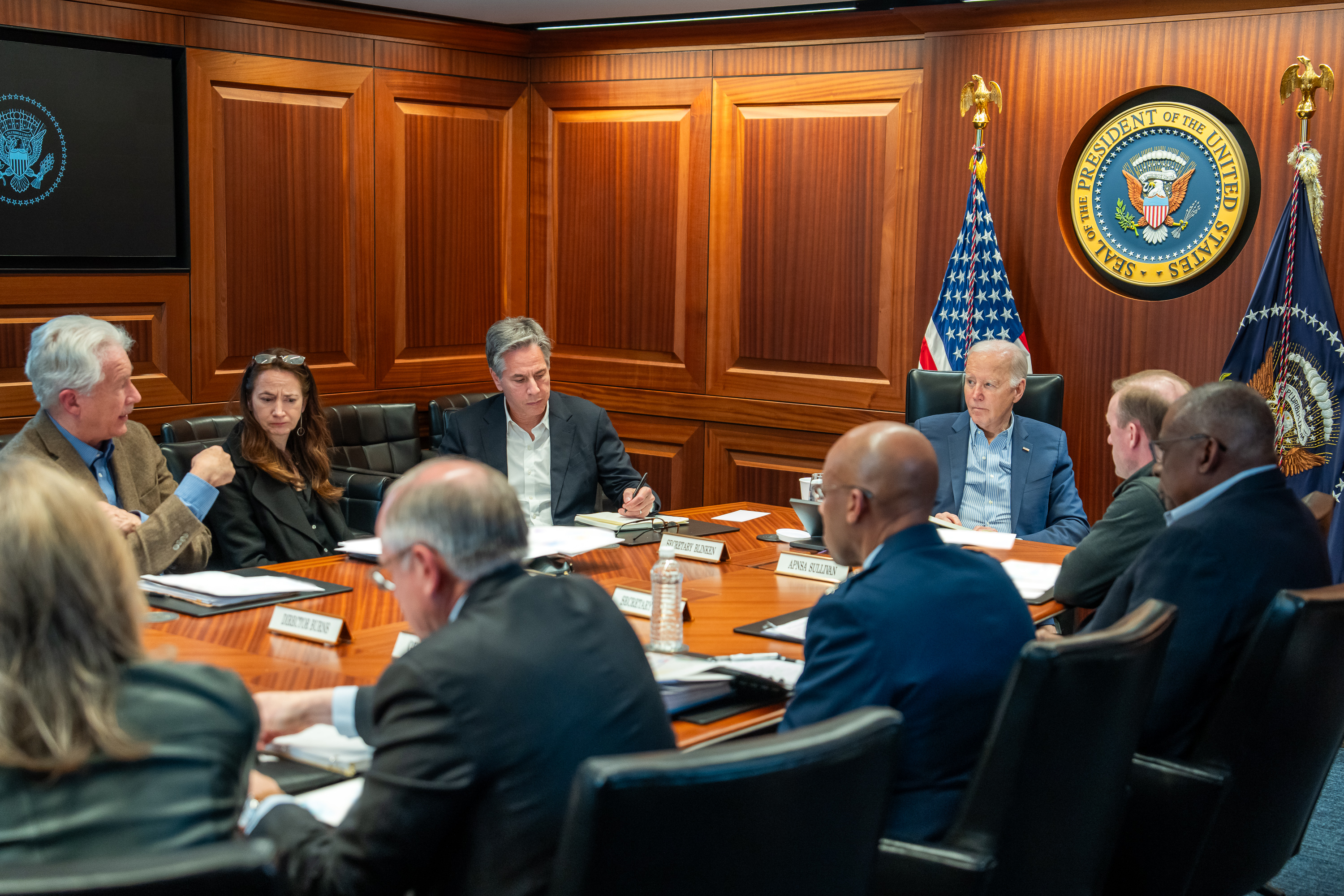
Президент США Джо Байден и его администрация национальной безопасности оценивают атаку

Ливан, Египет, Ирак, Иордания, Сирия и Израиль закрыли своё воздушное пространство в ответ на атаки. Иордания заявила, что готова сбивать иранские самолёты, нарушающие её воздушное пространство.
Посольство США в Иерусалиме разместило предупреждение, призывающее своих сотрудников искать убежище до дальнейшего уведомления.
Удары Ирана осудили Великобритания, Канада, США, Аргентина, Германия, Украина, Япония, Сингапур, Кипр, Мексика, сын последнего шаха Ирана Реза Пехлеви, а также ООН и 27 стран Евросоюза.
Россия отказалась осудить иранский удар по Израилю, сославшись на Устав ООН, несмотря на осуждение со стороны самой ООН.
Президент США Джо Байден пообещал скоординировать ответ с лидерами G7.

### Политический анализ
The Economist написал, что «атака провалилась в военном отношении», добавив, что «Исламская Республика Иран, возможно, просчиталась».
Газета Jerusalem Post отметила, что иранское нападение продемонстрировало, что события 7 октября не подорвали израильско-суннитский региональный альянс. Газета Wall Street Journal отметила, что «успех стал результатом сочетания сложной системы ПВО Израиля и важной помощи, оказанной США и другими западными и арабскими партнерами».
Дов Закхайм, бывший заместитель министра обороны в администрации Джорджа Буша-младшего, заявил, что «Иран представляет собой экзистенциальную угрозу в отличие от палестинского вопроса», тем самым выдвинув на первый план американское сдерживание по отношению к Ирану. Джон Болтон назвал эти атаки колоссальным провалом израильского и американского сдерживания, «выраженным в двухстах баллистических ракетах, крылатых ракетах и беспилотниках».

### Экономические последствия
Перед ударом, 13 апреля Иранский фондовый рынок упал, а вместе с ним упал уровень местной валюты, которая спустилась до нового исторического минимума. 14 апреля 2024 года президент Ирана Эбрахим Раиси заявил, что в последующем ухудшении иранской экономики, по его мнению, следует винить Израиль.